# Gossypium harknessii
Gossypium harknessii är en malvaväxtart. Gossypium harknessii ingår i släktet bomull, och familjen malvaväxter.

## Underarter
Arten delas in i följande underarter:
- G. h. armourianum
- G. h. harknessii